# ヒメフウライチョウチョウウオ
ヒメフウライチョウチョウウオ（姫風来蝶々魚、学名：Chaetodon oxycephalus）は、スズキ目チョウチョウウオ科に分類される魚類の一種。種小名は「鋭い頭」を意味する。

## 形態
- 全長25cm[3]。
- 白い体側に体側に黒い横縞模様が並んでいる[3]。

よく似た種
よく似た種としてニセフウライチョウチョウウオがいる。
外見上酷似しているが、
- 目を通る黒帯が、本種のものは頭部で途切れ、ニセフウライのものは途切れない[3]。
- ニセフウライは本種より大きい[4]。

といった違いがある。また、本種はニセフウライより分布域が狭い。

## 生態
雑食で、サンゴのポリプを主に、イソギンチャク、底性の小動物などを食べる。
水深10-40mのサンゴ礁に生息している。性格は場所によって異なる。

## 分布
西部太平洋、東部インド洋。

## 人とのかかわり
観賞魚。餌付けのしやすさが個体によって変わる。